# Ryan Navion

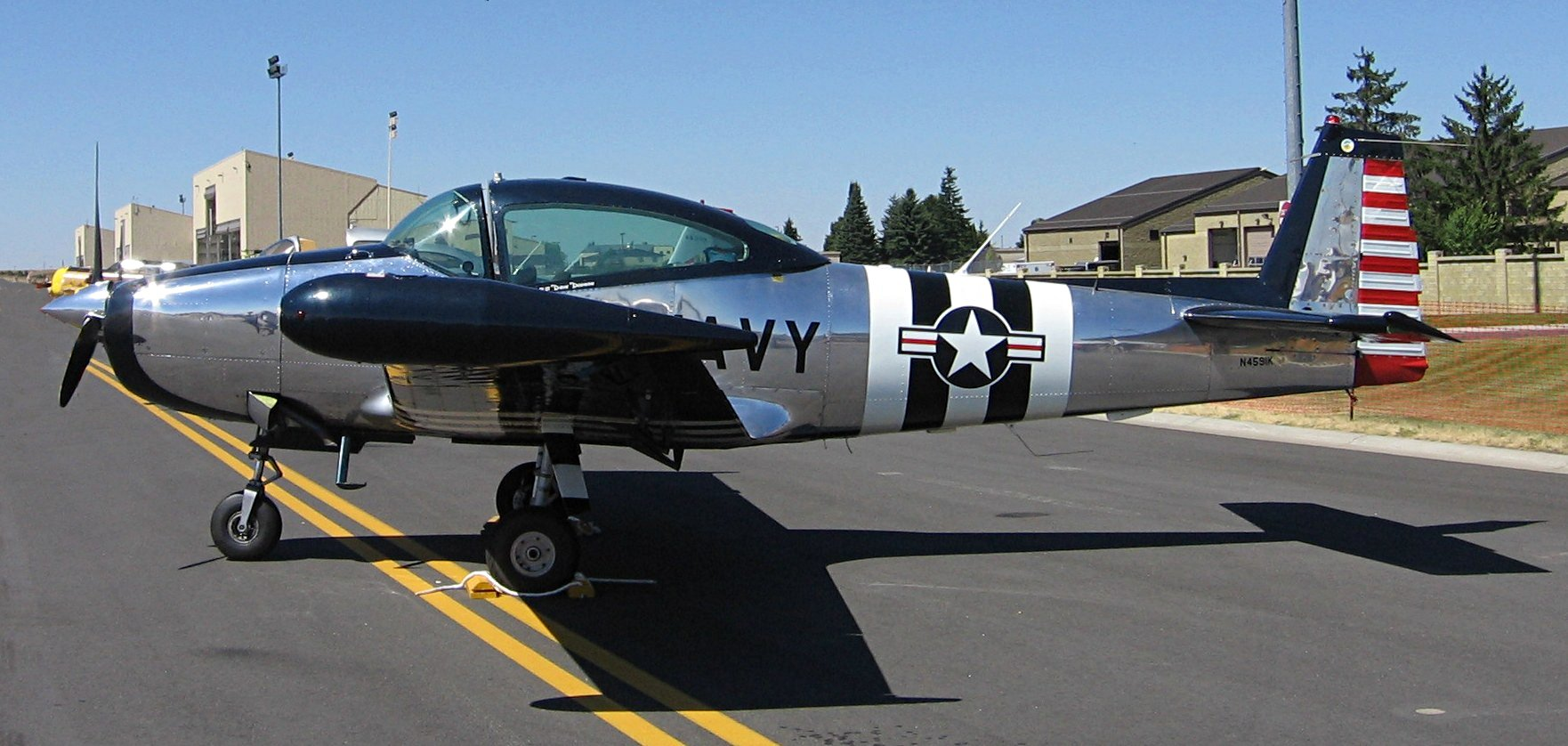
Un esemplare di Navion

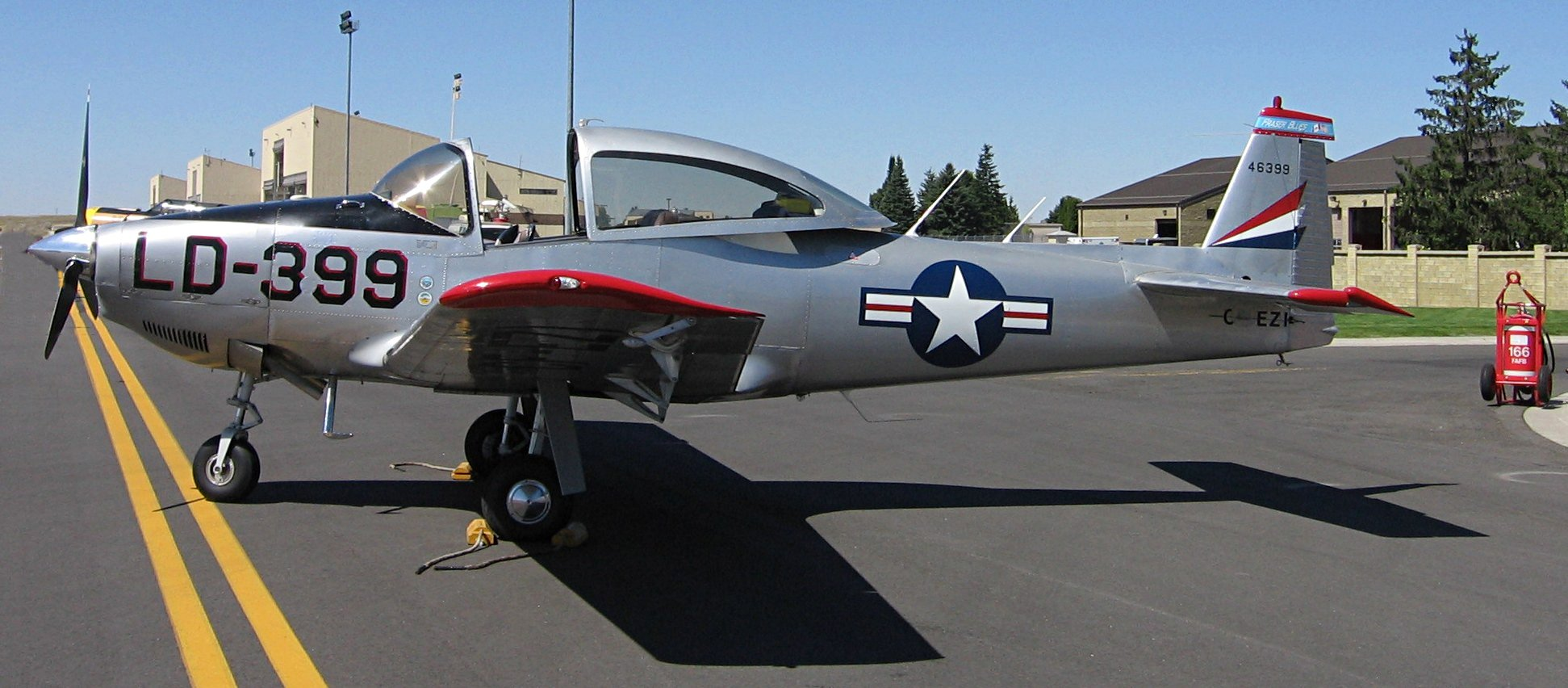
Un Navion col tettuccio aperto

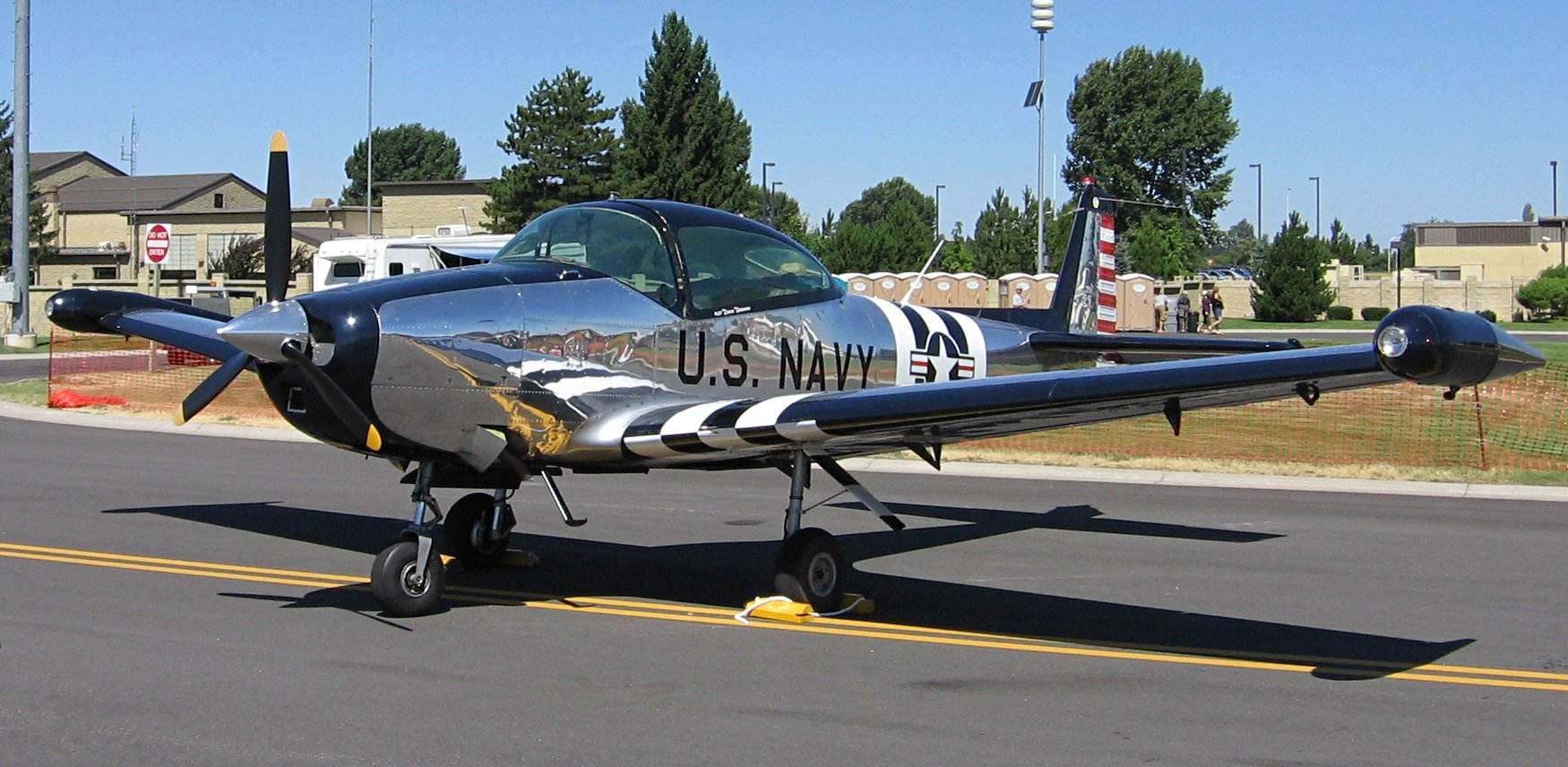
Altra fotografia del Navion

Il North American L-17 Navion, poi ribattezzato in Ryan Navion, è un monomotore multiruolo quadriposto ad ala bassa originalmente progettato e costruito dall'azienda statunitense North American Aviation e destinato al mercato dell'aviazione generale civile.
Utilizzato come aereo da turismo ed addestramento, il Ryan Navion venne anche adottato dall'aviazione militare ed utilizzato anche come aereo da osservazione, ricognizione e da collegamento. Venne in seguito prodotto e distribuito dalla Ryan Aeronautical Company e dalla Tubular Steel Corporation.

## Storia

### Sviluppo
Il Navion fu originalmente progettato alla fine della seconda guerra mondiale dalla North American Aviation, così come il NA-143 (tuttavia prodotto sotto il nome di NA-145). Il velivolo, sebbene fosse progettato per il mercato civile, attrasse anche l'interesse della United States Army Air Forces: la stessa infatti ne ordinò 83 della versione NA-154 (soprannominati L-17A), i quali erano destinati ad essere impiegati come aerei da collegamento, aerei per il trasporto del personale, per il trasporto generico e per l'addestramento per il programma delle riserve universitarie. Di questi aeroplani, 35 furono successivamente convertiti a L-17C dalla Schweizer Aircraft impostandoli e dotandoli di caratteristiche che li rese quasi un serbatoio ausiliario.
La Ryan Aeronautical Company ne acquistò il progetto nel 1948 e ne costruì approssimativamente 1200 esemplari nei 3 anni seguenti.  La Ryan affidò al Navion A e successivamente al Navion B (con motori da 260 cavalli) sia il motore Lycoming GO-435-C2 oppure opzionalmente il Continental IO-470. Il Navions A divenne così la base per il L-17B militare.
Un solo prototipo dell Navion C fu sviluppato per competere per l'approvvigionamento che ricevette il Beechcraft (col nome di T-34). Questo prototipo non sopravvisse. La TUSCO prese la produzione del Navion a metà degli anni cinquanta, costruendo i modelli D, E e F con una varietà di miglioramenti quali serbatoi e chiodi allineati. La TUSCO introdusse inoltre il modello Navion Rangemaster G nel 1960, che incorporava tutti i miglioramenti precedenti, sostituì il tettuccio apribile del Navion con una porta laterale, allargò l'abitacolo, creò 5 posti separati e standardizzò l'uso di serbatoi e motori Continental più grossi. Venne prodotto anche un modello H, molto simile al modello G tranne per pochi piccoli miglioramenti. Gli ultimi pochi Navion finirono assemblati (Tutti modelli H) dalla Navion Company durante un breve periodo di produzione che terminò nel 1976 durante uno dei numerosi tentativi di ristabilire l'aereo in una posizione commerciale.
Le vendite dell'aereo furono aiutate da parecchie celebrità che volarono con esso, tra cui rientrano Veronica Lake, Arthur Godfrey, Mickey Rooney, e Bill Cullen. Il senatore Jake Garn è tuttora proprietario di un Navion.
Il Navion fu classificato come un aeroplano che avrebbe potuto perfettamente soddisfare le aspettative del boom del dopoguerra nell'aviazione civile. Si pensava che i piloti dei tempi della guerra avessero voluto tornare a casa e continuare a volare con le loro famiglie e amici sotto circostanze più pacifiche; tuttavia questo boom del dopoguerra non si realizzò nei termini di previsione degli assemblatori. Republic offrì un aereo anfibio, il Seabee e la Beech (ora Raytheon) offrì il Bonanza. Di tutti questi aerei, il Bonanza fu quello che ottenne più successo. Tutti questi aerei erano significativamente più avanzati di quelli civili ante guerra, e fondarono la base per la costruzione di aerei in fogli di alluminio. Prima della guerra, gli aerei leggeri civili come il Piper J-3 "Cub" ed il Aeronca Champion erano di solito fatti con tubi di legno o di acciaio e la fusoliera e le ali di legno. Questi aerei erano presenti sul mercato dopo la guerra, ma non vennero venduti.

### Impiego civile
Dal 2005 molti Navion volano ancora e c'è una comunità di possessori di tale velivolo molto attiva. La American Navion Society, fondata nel 1960, fornisce informazioni utili ai possessori di Navion per mantenere e far volare i loro aerei, organizza pure riunioni annuali ed altri eventi sociali. Un altro gruppo recente (Navion Skies) fornisce supporto aggiuntivo.
È stato affermato inoltre che non vi sono due Navion uguali. Ciò è dovuto a due ragioni:
- Al fatto che numerose compagnie producevano differenti parti del Navion in diverse nazioni;
- Alla sua lunga carriera e molte modifiche, anche perché dopo la cessazione della produzione da almeno 40 anni, altre organizzazioni hanno creato miglioramenti per il Navion che sono stati approvati dalla FAA.

L'aeroplano è stato continuamente modificato con molti motori più potenti tra i quali gli ultimi motori a pistoni disponibili. Un navion fu anche dotato di un motore ceco a turbina che gli ha dato la possibilità di una velocità di salita di oltre 5000 piedi al minuto.

## Versioni e varianti
- North American Navion A (NA-143/ NA-145]; versione civile
- North American L-17A (NA-154); versione militare
- Ryan Navion A; versione civile
- Ryan Navion B; versione civile
- Ryan L-17B; versione militare del Navion A (163 esemplari costruiti)
- Ryan L-17C; conversione del L-17A (35 modificati)
- Ryan Navion Model 72; versione militare (un prototipo)
- TUSCO Navion D; versione civile
- TUSCO Navion E; versione civile
- TUSCO Navion F; versione civile
- TUSCO Navion Rangemaster; versione civile (capacità a lungo raggio)
- Camair Twin Navion - conversione bimotore
- TEMCO-Riley D-16A Twin Navion - conversione bimotore

## Cultura di massa
Nel film televisivo Family Flight con protagonista Rod Taylor e Dina Merrill, una famiglia che sta volando con un Navion, viene costretta ad un atterraggio nel deserto e successivamente tenta un atterraggio su di una portaerei.
Il Navion compare anche nella settima puntata della terza serie della serie televisiva "Colombo" con Peter Falk.

## Utilizzatori

### Militari
Rep. Dominicana
- El Cuerpo de Aviación Militar Dominicana

 Stati Uniti
- United States Army Air Forces
- United States Air Force
- Air National Guard